# دانوش
دانوش هو ممثل هندي، ولد في 25 فبراير 1983 بتشيناي في الهند. من الجوائز التي نالها جائزة الفيلم الوطني لأفضل ممثل ‏ وجائزة فيلم فير جنوب.

## جوائز
- جائزة الفيلم الوطني لأفضل ممثل [الإنجليزية]‏
- جائزة فيلم فير جنوب

## وصلات خارجية
- دانوش على موقع IMDb (الإنجليزية)
- دانوش على موقع روتن توميتوز (الإنجليزية)
- دانوش على موقع ألو سيني (الفرنسية)
- دانوش على موقع ميوزك برينز (الإنجليزية)
- دانوش على موقع أول موفي (الإنجليزية)
- دانوش على موقع قاعدة بيانات الفيلم (الإنجليزية)
- دانوش على موقع كينوبويسك (الروسية)